# Naonobu (cratère)
Pour les articles homonymes, voir Naonobu.
Naonobu est un cratère d'impact sur la face visible de la Lune. Le nom fut officiellement adopté par l'Union astronomique internationale (UAI) en 1976,,, en référence à Ajima Naonobu (1732 - 1798),,. Avant cette date, Nanonobu était identifié en tant que « Langrenus B », cratère satellite de Langrenus.